# 広島県道247号廿日市港線
広島県道247号廿日市港線（ひろしまけんどう247ごう はつかいちこうせん）は、広島県廿日市市を通る一般県道である。

## 概要
廿日市市木材港北から廿日市市上平良（かみへら）に至る。
起点側の木材港北交差点 - 木材港南2番交差点間は広島南道路一般道路部の一部を構成する。

### 路線データ
- 起点：廿日市市木材港北（木材港北交差点、広島南道路一般部交点）
- 終点：廿日市市上平良（上平良交差点[2]、国道2号・国道433号交点、国道488号終点）
- 総延長：2.656 km[1]

## 歴史
- 1972年（昭和47年）11月24日 - 広島県告示第923号により、路線認定[1]。

## 路線状況

### 道路施設

#### 橋梁
- 榎浦大橋（廿日市市）

## 地理

### 通過する自治体
- 廿日市市

### 交差する道路
| 交差する道路                                                                | 交差する場所       | 交差する場所          |
| --------------------------------------------------------------------------- | ------------------ | --------------------- |
| 広島南道路                                                                  | 木材港北           | 木材港北交差点 / 起点 |
| 国道2号 / 現道                                                              | 串戸2丁目          | 串戸交差点            |
| 国道2号 / 西広島バイパス 国道433号 国道488号 広島県道294号虫道廿日市線 重複 | 上平良（かみへら） | 上平良交差点 / 終点   |

### 交差する鉄道
- 広島電鉄宮島線
- 山陽本線

### 沿線
- 廿日市港
- 峰高公園
- 廿日市市役所
- 廿日市市スポーツセンター（サンチェリー）